# مطار رأس تنورة
مطار رأس تنورة مطار صغير في الجانب الغربي من مدينة رأس تنورة في المنطقة الشرقية من المملكة العربية السعودية. يحتل مساحة 1.9 كم²، ويحيط به مناطق سكنية وأنابيب النفط، يبعد المطار حوالي 35 كم (22 ميل) شمال الدمام، ولكنه قريب أيضاً من عدة مدن في المنطقة الشرقية مثل القطيف والدمام والجبيل.

## نظرة عامة
تمتلك شركة النفط العربية السعودية (أرامكو السعودية) هذا المطار ويستخدم للعمليات اللوجستية، كان يستخدم لطائرات ومروحيات أرامكو حتى نهاية مشروع مطار الملك فهد الدولي في الدمام، عندما نقلت الشركة عمليات الطيران لديها من رأس تنورة والظهران إلى الدمام. وفي الوقت الحاضر يستخدم فقط كمهبط لمروحيات الخدمات اللوجستية للمنصات البحرية القريبة في الخليج العربي.

## المرافق
للمطار مدرج واحد طوله 2,149 م وعرض 30 م مع أضواء ونظام هبوط آلي. يوجد موقفان وبوابتان للطائرات المتوسطة الحجم، والعديد من مهابط مروحيات.